# يسبر ميكلسن
يسبر ميكلسن (بالدنماركية: Jesper Mikkelsen)‏ هو لاعب كرة قدم دنماركي في مركز الدفاع، ولد في 26 يوليو 1980 في هيليرود في الدنمارك. لعب مع نادي إيسبيرغ ونادي تروا ونادي سيلكيبورج ونادي ميتييلاند.

## وصلات خارجية
- يسبر ميكلسن على موقع رابطة كرة القدم الفرنسية للمحترفين (الإنجليزية)
- يسبر ميكلسن على موقع قاعدة بيانات كرة القدم.إي يو (الإنجليزية)
- يسبر ميكلسن على موقع ليكيب (الفرنسية)